# Antillonerius cinereus
Antillonerius cinereus är en tvåvingeart som först beskrevs av Roder 1885.  Antillonerius cinereus ingår i släktet Antillonerius och familjen Neriidae. Inga underarter finns listade i Catalogue of Life.